# Jahrmillion
Die Jahrmillion ist eine in der Astronomie und Geologie oft verwendete Zeiteinheit von einer Million Jahren. Sie wird im Deutschen mit Mio. J. oder sehr selten mit Jmio. abgekürzt. In der Fachliteratur findet sich in Anlehnung an die SI-Einheiten auch die Abkürzung Ma (Megaannum). Entsprechend gibt es auch Ga (Gigaannum) für eine Jahrmilliarde und ka für tausend Jahre. Diese Verwendung der Vorsätze für Maßeinheiten steht allerdings im Widerspruch zu den SI-Regelungen, wonach die Vorsätze bei den Zeiteinheiten nur mit der Sekunde benutzt werden können.
In Abgrenzung zur Jahrmillion, die für ein Zeitintervall (z. B. Dauer) steht, bezeichnet die Einheit mya (englisch million years ago) einen Zeitpunkt x (= vor x Millionen Jahren). Das galaktische Jahr, also der Umlauf des Sonnensystems um das Zentrum der Milchstraße, wird mit einer Periodendauer von ca. 225 Ma abgeschätzt. Die geochronologische Periode Karbon, in der ein Großteil der Kohlevorkommen gebildet wurde, dauerte 60 Ma.